# المکنبل
المکنبل (به عربی: المکنبل) یک منطقهٔ مسکونی در عربستان سعودی است که در استان جازان واقع شده‌است.